# Archivi di etnomusicologia
Gli Archivi di etnomusicologia  è un'istituzione italiana con sede a Roma. Fondata nel 1948 da Giorgio Nataletti, con il nome Centro Nazionale di Studi di Musica Popolare (CNSMP), si prefigge di promuovere nuove ricerche e studi sulla musica popolare italiana. Il centro studi attualmente è ospitato nei locali dell'Accademia Nazionale di Santa Cecilia presso l'Auditorium Parco della Musica a Roma.

## Attività
Il CNSMP fu fondato nel 1948 da Giorgio Nataletti, sotto gli auspici dell'Accademia di Santa Cecilia e della RAI, in risposta alla crescente domanda del mondo scientifico di realizzare un istituto di ricerca in linea con gli analoghi istituti internazionali esistenti.
Fino agli anni '60 l'istituto era stato il principale punto di riferimento per molti intellettuali italiani (afferenti all'area politica della sinistra progressista) impegnati in indagini di tipo sociale e nello studio della cultura popolare principalmente dell'Italia meridionale e della Sardegna.
Nel 1972 dopo la morte di Nataletti le attività del CNSMP si interruppero. Nel 1973 Diego Carpitella promosse il Primo convegno sugli studi etnomusicologici italiani a cui parteciparono musicologi, antropologi, rappresentanti di musei e archivi che si concluse con una mozione nella quale, tra le altre cose, si auspicava una immediata ripresa delle attività del Centro Studi. Ma solo nel 1984, quando Carpitella divenne membro del Consiglio Accademico dell'A.N. di Santa Cecilia, vi fu una mobilitazione per la completa ripresa delle attività del Centro Studi. E lo stesso anno ne organizzò il riassetto e progettò la classificazione sistematica e l'indicizzazione computerizzata delle consistenti registrazioni presenti nell'archivio. 
Nel 1989 Carpitella fu nominato conservatore del CNSMP ne cambiò la denominazione in quella attuale (Archivi di etnomusicologia).

## La collezione
Gli archivi attualmente contengono oltre 11.000 registrazioni di musica tradizionale, e circa 7.000 documenti sulla musica folk italiana. L'attenzione è specialmente rivolta alla musica del centro-sud dell'Italia, comprese la Sicilia e la Sardegna, e ai canti liturgici del Mediterraneo. In particolare fanno parte della collezione le ricerche sul campo di Alan Lomax e Diego Carpitella, che consiste in centinaia di documenti registrati nel 1954-55, comprese i materiali di ricerca, raccolti nel sud Italia da Ernesto De Martino e Carpitella.
Dal 1990, anno della scomparsa di Carpitella, l'attività del Centro Studi è diretta da un comitato scientifico i cui obiettivi prevedono un insieme di interventi tra cui:
la ricognizione, inventariazione e catalogazione informatizzata del patrimonio sonoro conservato; la pubblicazione di scelte antologiche dalle più importanti raccolte; la promozione di nuovi rilevamenti e il completamento di quelli già esistenti; cicli di conferenze e attività seminariali. 
Dal 1993, oltre al lavoro di raccolta e ricognizione (che dal 1996 include le raccolte di canti liturgici ebraici curate da Leo Levi), è stata intrapresa la pubblicazione del periodico EM – Rivista degli Archivi di Etnomusicologia dell’Accademia Nazionale di Santa Cecilia, pubblicato dall’Editore Squilibri di Roma.
Dal 2005 gli Archivi di etnomusicologia sono consultabili alla Bibliomediateca dell’Accademia Nazionale di Santa Cecilia, presso il Parco della Musica a Roma.